# Диокл Магнесийский
Диокл Магнезийски (греч. Διοκλῆς ὁ Μάγνης; около I века до н. э.) — античный историк философии.

## Авторство
Главные сочинения — «Жизни философов» и «Обзор философов», ставшие основными источниками труда Диогена Лаэртского «О жизни, учениях и изречениях знаменитых философов».
Хронология Диокла — вопрос спорный.

## Идентификация
До сих пор не доказано, что именно этого Диокла имел в виду Сотион в своём сочинении «Опровержение Диокла».